# NGC 7763
NGC 7763 је елиптична галаксија у сазвежђу Водолија која се налази на NGC листи објеката дубоког неба.
Деклинација објекта је - 16° 35' 23" а ректасцензија 23h 50m 15,7s. Привидна величина (магнитуда) објекта NGC 7763 износи 14,3 а фотографска магнитуда 15,3. NGC 7763 је још познат и под ознакама NPM1G -16.0627, PGC 72565.